# Miranda (Mato Grosso do Sul)
Miranda, amtlich portugiesisch Município de Miranda, ist eine Stadt im brasilianischen Bundesstaat Mato Grosso do Sul. In Miranda lebten zum 1. Juli 2018 geschätzte 27.795 Einwohner, die Mirandenser (mirandenses) genannt werden. Die Fläche des Munizips beträgt rund 5475 km².
Miranda ist ein Tor zum Pantanal, zur Serra da Bodoquena und zu Bonito. Miranda ist die zweitälteste Stadt des Landes.

## Geschichte
Im Jahre 1865 wurde der Ort durch die Paraguayer im Tripel-Allianz-Krieg zerstört.

## Klima
Der Ort hat tropisches Klima. Die Durchschnittstemperatur liegt zwischen 20 °C und 24 °C. Im Winter, zwischen Juli und August, können die Temperaturen auf 10 °C fallen. Während der Regenzeit wird das Maximum bei 35 °C erreicht. Die Niederschlagsmenge liegt zwischen 1200 und 1700 mm im Jahr.

## Verkehr
Miranda liegt 202 km von der Landeshauptstadt Campo Grande und 1228 km von der Bundeshauptstadt Brasília entfernt.
Miranda ist Endstation der Zuglinie Trem do Pantanal der Bahngesellschaft Serra Verde Express, die die Stadt mit der Hauptstadt Campo Grande verbindet.

## Wirtschaft
Die wichtigsten Wirtschaftszweige der Stadt sind Landwirtschaft, Keramikindustrie, Fischerei und Ökotourismus. Im Gebiet von Miranda gibt es vier große Fazendas und drei Indianerreservate.